# 大久保洸成
大久保 洸成（おおくぼ ひろなり、1998年1月13日 - ）は、日本のスーツアクター。キャスタッフ所属。　　

## 出演作品
※太字はメインキャラ

### テレビ
- ウルトラシリーズ
  - ウルトラファイトオーブ 親子の力、おかりします!（2017年）
  - ウルトラマンジード（2017年） - ウルトラマンヒカリ、ダークロプスゼロ
  - ウルトラマン ニュージェネレーションクロニクル（2019年）
  - ウルトラマンクロニクル ZERO&GEED（2020年）
  - ウルトラマン ニュージェネレーション スターズ（2023年）
- 超速パラヒーロー ガンディーン（2021年） - ラゲルト[2]

### 映画
- 劇場版 ウルトラマンオーブ 絆の力、おかりします!（2016年） - サポート
- セイバー+ゼンカイジャー スーパーヒーロー戦記（2021年）

### WEB配信
- ウルトラマンオーブ THE ORIGIN SAGA（2016年）
- ウルトラギャラクシーファイト - ウルトラマンリブット
  - ウルトラギャラクシーファイト ニュージェネレーションヒーローズ（2019年）
  - ウルトラギャラクシーファイト 大いなる陰謀（2020年）
- ウルトラマンレグロス（2023年） - ウルトラマンレグロス
  - ウルトラマンレグロス ファーストミッション（2023年）

### DVD
- グリッドナイトファイト（2021年） - グリッドマン

### 舞台
- 劇団丸組第八回公演 新山猫最終章（2023年） - イヌイ 役[3]

### その他
- ウルトラファイトVR「親子タッグ! 激闘の荒野に花束を」（2017年） - ウルトラマンゼロ[4]
- ウルトラマンゼロVR 大都会の戦慄 エレキング対ゼロ（2017年） - ウルトラマンゼロ[4]
- ウルトラヒーローズEXPO2021 ニューイヤーフェスティバル(2021年)  -ウルトラマンゼット　ガンマフューチャー
- ウルトラヒーローズEXPO2021サマーフェスティバル(2021年)   -ウルトラマントリガー
- ウルトラヒーローズEXPO2022 ニューイヤーフェスティバル(2022年)   - ウルトラマントリガー